# Équitation aux Jeux olympiques d'été de 2012
Navigation
Pékin/Hong-Kong 2008 Rio de Janeiro 2016
Les épreuves d’équitation aux Jeux olympiques d'été de 2012 se sont déroulées du 28 juillet au 9 août 2012 au Greenwich Park de Londres. La compétition est composée de six épreuves issues de trois disciplines équestres disputées à titre individuel et par équipe : le concours complet, le dressage et le saut d'obstacles. Quarante nations représentées par 199 athlètes prennent part à la compétition. La Grande-Bretagne remporte le plus grand nombre de médailles lors de ces compétitions équestres avec cinq médailles dont trois en or. L'Allemagne gagne quatre médailles dont deux en or et la Suisse une seule médaille, mais en or. La performance des Pays-Bas est également notable avec quatre médailles remportées, trois en argent et une en bronze.

## Organisation

### Site des compétitions

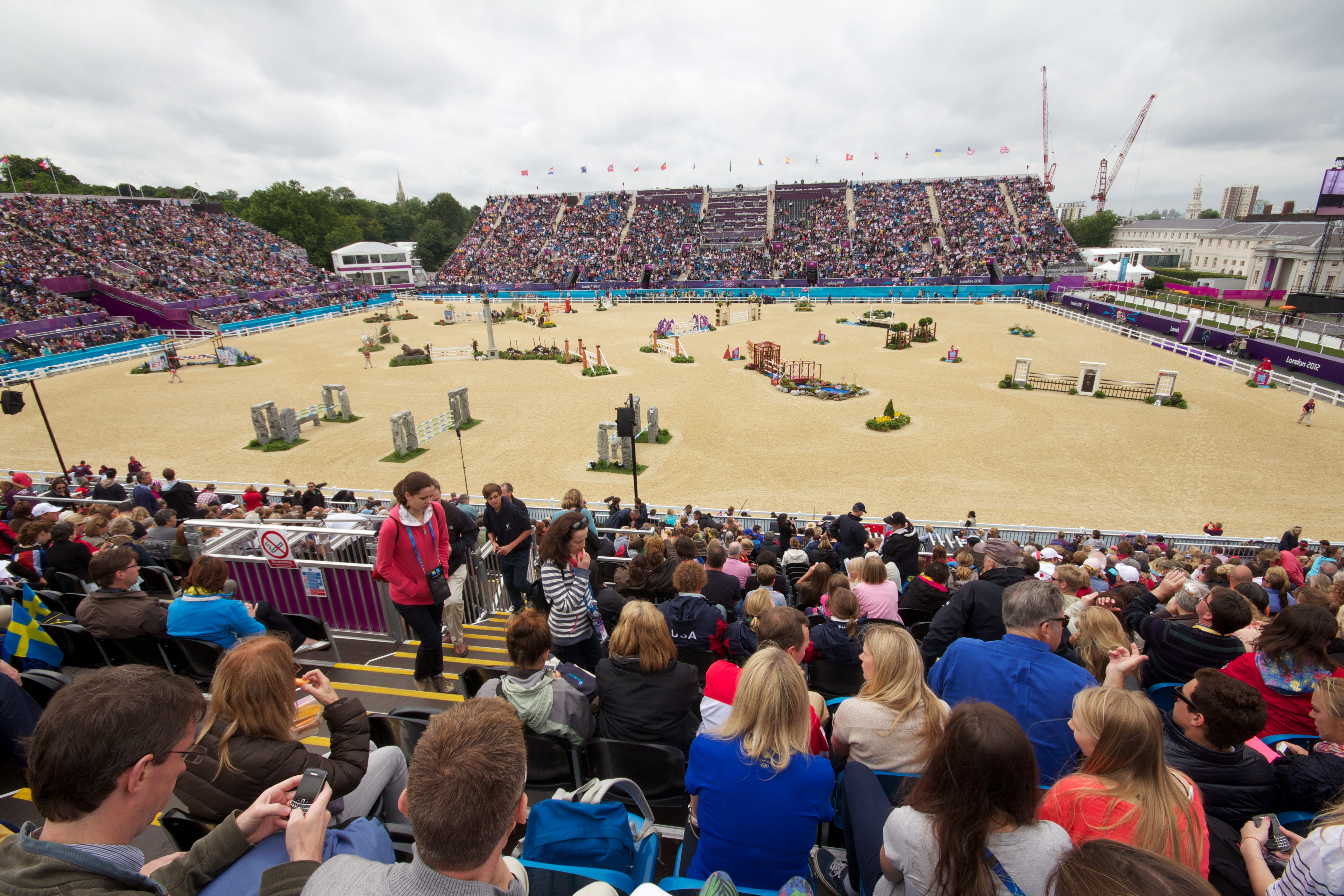
Arène équestre du Greenwich Park.

L'ensemble des compétitions équestres se déroule sur le site de Greenwich Park, aménagé pour l'occasion. Le site accueille l'ensemble des épreuves équestres de ces Jeux, à savoir l'équitation mais également les épreuves équestres du pentathlon. Il permet l'accueil de 21 500 spectateurs pour les épreuves de saut d'obstacles et de dressage et de 65 000 spectateurs pour l'épreuve de cross du concours complet. Le parc couvre près de 74 hectares et est situé à 20 minutes du centre-ville de Londres. Une arène temporaire composée de 23 000 sièges a été construite à l'occasion de ces Jeux.

### Calendrier
Les épreuves équestres se sont déroulées du 28 juillet au 9 août 2012 avec une seule journée sans épreuve, le 1er août.
| Équitation aux Jeux olympiques de 2012 | Équitation aux Jeux olympiques de 2012 | Équitation aux Jeux olympiques de 2012 | Équitation aux Jeux olympiques de 2012 | Équitation aux Jeux olympiques de 2012 | Équitation aux Jeux olympiques de 2012 | Équitation aux Jeux olympiques de 2012 | Équitation aux Jeux olympiques de 2012 | Équitation aux Jeux olympiques de 2012 | Équitation aux Jeux olympiques de 2012 | Équitation aux Jeux olympiques de 2012 | Équitation aux Jeux olympiques de 2012 | Équitation aux Jeux olympiques de 2012 | Équitation aux Jeux olympiques de 2012 | Équitation aux Jeux olympiques de 2012 | Équitation aux Jeux olympiques de 2012 |
| juillet/août                           | juillet/août                           | juillet/août                           | 28                                     | 29                                     | 30                                     | 31                                     | 1                                      | 2                                      | 3                                      | 4                                      | 5                                      | 6                                      | 7                                      | 8                                      | 9                                      |
| -------------------------------------- | -------------------------------------- | -------------------------------------- | -------------------------------------- | -------------------------------------- | -------------------------------------- | -------------------------------------- | -------------------------------------- | -------------------------------------- | -------------------------------------- | -------------------------------------- | -------------------------------------- | -------------------------------------- | -------------------------------------- | -------------------------------------- | -------------------------------------- |
| Dressage individuel                    |                                        |                                        |                                        |                                        |                                        |                                        |                                        |                                        |                                        |                                        |                                        |                                        |                                        |                                        |                                        |
| Dressage par équipes                   |                                        |                                        |                                        |                                        |                                        |                                        |                                        |                                        |                                        |                                        |                                        |                                        |                                        |                                        |                                        |
| Saut d'obstacles individuel            |                                        |                                        |                                        |                                        |                                        |                                        |                                        |                                        |                                        |                                        |                                        |                                        |                                        |                                        |                                        |
| Saut d'obstacles par équipes           |                                        |                                        |                                        |                                        |                                        |                                        |                                        |                                        |                                        |                                        |                                        |                                        |                                        |                                        |                                        |
| Concours complet individuel            |                                        |                                        |                                        |                                        |                                        |                                        |                                        |                                        |                                        |                                        |                                        |                                        |                                        |                                        |                                        |
| Concours complet par équipes           |                                        |                                        |                                        |                                        |                                        |                                        |                                        |                                        |                                        |                                        |                                        |                                        |                                        |                                        |                                        |

|  | Jour de compétition |  | Jour de finale |

### Qualifications
À chaque édition, un quota d'athlètes participants est défini. Ainsi pour les Jeux de 2012 celui-ci a été fixé à 200 cavaliers, dont 75 pour le saut d'obstacles, 50 pour le dressage et 75 pour le complet. La qualification aux Jeux est différente en fonction des disciplines par le nombre de places octroyées mais semblable dans le fonctionnement. La qualification se fait automatiquement pour le pays hôte. Pour les autres pays, la qualification par équipe s'obtient soit en remportant les meilleures places aux derniers Jeux équestres mondiaux soit en obtenant la ou l'une des deux meilleures places aux championnats continentaux de l'année précédent les Jeux. Pour les pays ne pouvant aligner une équipe aux Jeux, la qualification individuelle se fait sur la base du classement FEI Olympic Athletes Ranking, basé sur les résultats en épreuves internationales sur une période donnée précédent les Jeux, ou sur les classements individuels obtenus aux Jeux équestres mondiaux ou aux championnats continentaux.

#### Dressage
Pour la compétition par équipes, 11 places sont disponibles. Trois d'entre elles sont attribuées lors des Jeux équestres mondiaux de 2010 aux Pays-Bas, à l'Allemagne et aux États-Unis. La Grande-Bretagne est automatiquement qualifiée en tant que pays organisateur. Les 7 autres places sont mises en jeu lors des compétitions continentales (3 pour l'Europe et 2 pour les Amériques et l'Asie).
Pour la compétition individuelle, 50 places sont attribuées comme suit : 33 sont remises aux cavaliers qui se sont qualifiés par le biais de la compétition par équipes ci-dessus. En outre, au 1er mars 2012, le cavalier le mieux classé au sein de chacune des sept régions géographiques est automatiquement qualifié. Les dix meilleurs cavaliers du classement FEI au 1er mars 2012 sont également qualifiés.

#### Saut d'obstacles
Une nation peut envoyer jusqu'à quatre cavaliers si elle est qualifiée pour la compétition par équipes qui regroupe 15 équipes. Comme pour le dressage, des équipes de quatre sont qualifiées soit par le biais des Jeux équestres mondiaux (JEM) ou d'une compétition régionale. Les JEM attribuent cinq places, les régions sept places (trois pour les Amériques et l'Europe et une pour l'Asie). La Grande-Bretagne est automatiquement qualifiée en tant que pays organisateur. Pour la compétition individuelle, un total de 75 places est attribué comme suit :  60 pour les cavaliers qualifiés pour la compétition par équipes et le reste en fonction des compétitions régionales ou du classement FEI.

#### Concours complet
Une nation peut envoyer jusqu'à cinq cavaliers si elle est qualifiée pour la compétition par équipes qui regroupe 11 équipes. Comme pour le dressage, des équipes de quatre sont qualifiées soit par le biais des Jeux équestres mondiaux (JEM) ou d'une compétition régionale. Les JEM attribuent cinq places, les régions sept places (deux pour les Amériques, l'Europe et l'Asie). La Grande-Bretagne est automatiquement qualifiée en tant que pays organisateur. Pour la compétition individuelle, un total de 75 places est attribué comme suit :  60 pour les cavaliers qualifiés pour la compétition par équipes et le reste en fonction des compétitions régionales ou du classement FEI.

## Participation
Lors de cette édition, 40 nations ont participé aux épreuves équestres des jeux, représentées par 199 athlètes. Six pays sont parvenus à engager 12 athlètes :  l'Australie, le Canada, la Grande-Bretagne, l'Allemagne, la Suède et les États-Unis. Le Maroc et la Syrie font leur première participation de l'histoire dans les épreuves équestres en engageant un athlète.
| - Afrique du Sud (1) - Allemagne (12) - Arabie saoudite (4) - Argentine (4) - Australie (12) - Autriche (3) - Azerbaïdjan (1) - Belgique (10) - Bermudes (1) - Biélorussie (2) |  | - Brésil (10) - Canada (12) - Chili (4) - Colombie (3) - Danemark (3) - Égypte (1) - Équateur (1) - Espagne (3) - États-Unis (12) - Finlande (1) |  | - France (10) - Grande-Bretagne (12) - Irlande (8) - Italie (3) - Jamaïque (1) - Japon (8) - Jordanie (1) - Maroc (1) - Mexique (4) - Norvège (1) |  | - Nouvelle-Zélande (7) - Pays-Bas (11) - Pologne (4) - Portugal (2) - Russie (3) - Suède (12) - Suisse (4) - Syrie (1) - Thaïlande (1) - Ukraine (5) |

## Épreuves
Six titres issus de trois disciplines sont disputés à l'occasion de ces Jeux olympiques d'été de 2012.
| Discipline       | Individuel | Par équipe | Total |
| ---------------- | ---------- | ---------- | ----- |
| Dressage         | 1          | 1          | 2     |
| Saut d'obstacles | 1          | 1          | 2     |
| Concours complet | 1          | 1          | 2     |
| Total            | 3          | 3          | 6     |

## Compétition
Les jeux de 2012 présentent six épreuves équestres : le complet en individuel et par équipe, le dressage en individuel en individuel et par équipe et le saut d'obstacles en individuel et par équipe.

### Concours complet
L'épreuve de cross du concours complet s'est déroulée dans le parc sur un parcours de 5 728 m composé de 28 obstacles et nécessitant 39 sauts de la part du couple cavalier-cheval,. Le temps alloué pour l'épreuve est de 10 min 03 s et le temps limite est de 20 min 06 s. La vitesse requise est de 570 mètres par minute. Pour la partie saut d'obstacles, le premier tour se déroule sur un parcours de 515 mètres à réaliser à une vitesse de 375 mètres par minute pour un temps alloué de 83 secondes. Le parcours est composé de 12 obstacles demandant 15 efforts, chaque obstacle ayant une hauteur d'1,25 m. Le deuxième tour est composé quant à lui de neuf obstacles nécessitant onze efforts, à réaliser toujours à une vitesse de 375 mètres par minute avec un temps alloué de 58 secondes. La taille des obstacles est d'1,30 m de haut.

#### Individuel

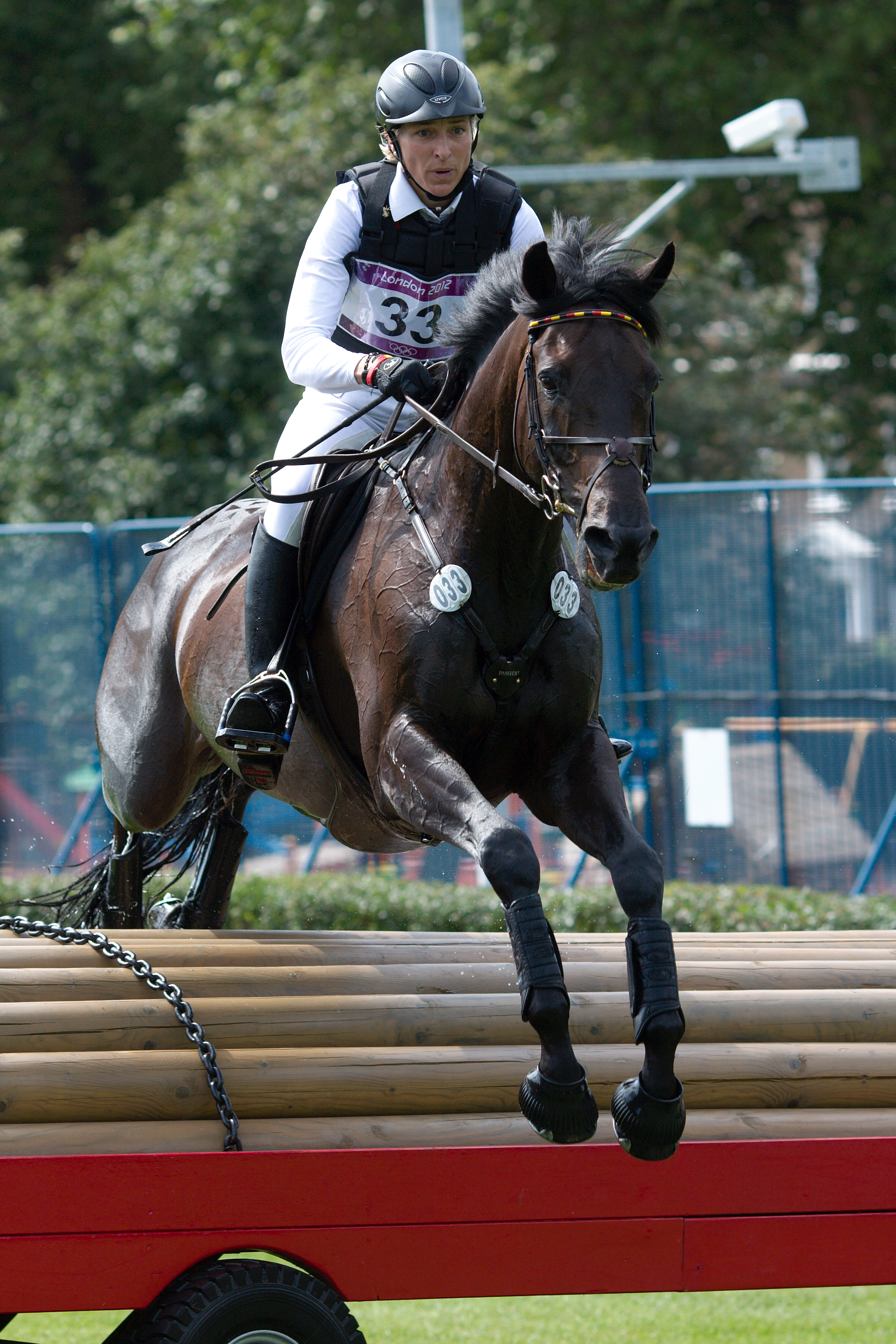
Ingrid Klimke et Abraxxas lors de l'épreuve de cross.

C'est l'allemand Michael Jung avec son cheval Sam qui remporte la compétition, ajoutant ainsi à ses titres de champion du monde et champion d'Europe celui de champion olympique. Sa médaille est notamment due à ses deux manches de saut d'obstacles réalisées sans faute, lui permettant ainsi de dépasser les favoris sans faute à l'issue du cross. La première place a en effet été très disputée, la cavalière suédoise Sara Algotsson Ostholt, en ayant fait les frais puisqu'elle n'obtient que la médaille d'argent à l'issue de la finale, une barre tombée la privant de l'or. La médaille de bronze revient l'allemande Sandra Auffarth et son cheval Opgun Louvo qui parvient également à terminer le saut d'obstacles sans faute.

#### Par équipe
L'Allemagne domine la compétition et la remporte avec 133.70 points. La place pour la médaille d'argent est en revanche plus serrée. C'est finalement la Grande-Bretagne qui remporte la médaille avec 138.20 points, devant la Nouvelle-Zélande qui totalise 144.40 points et repart donc avec le bronze.

### Dressage

#### Individuel

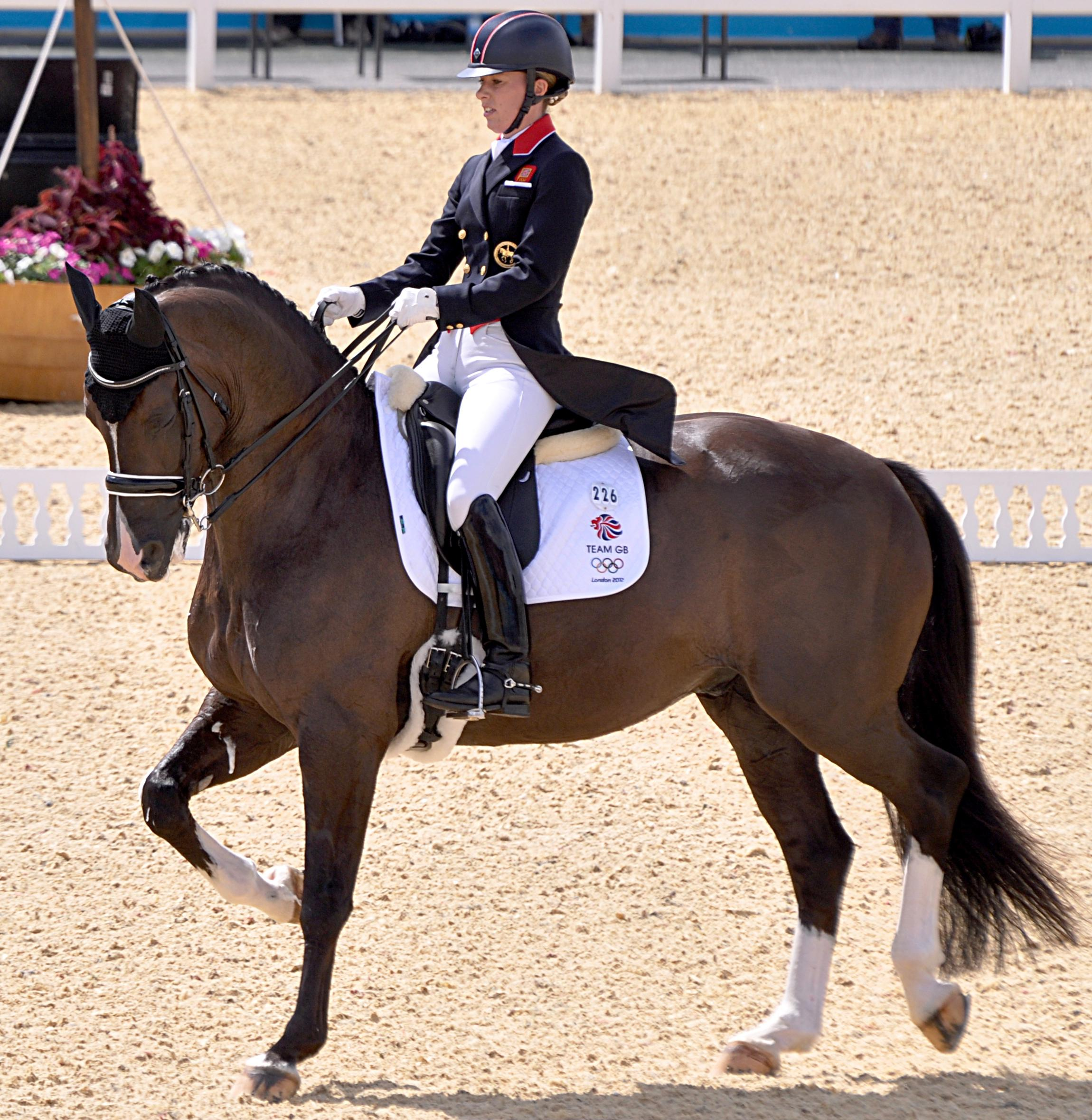
Charlotte Dujardin et Valegro sur leur reprise.

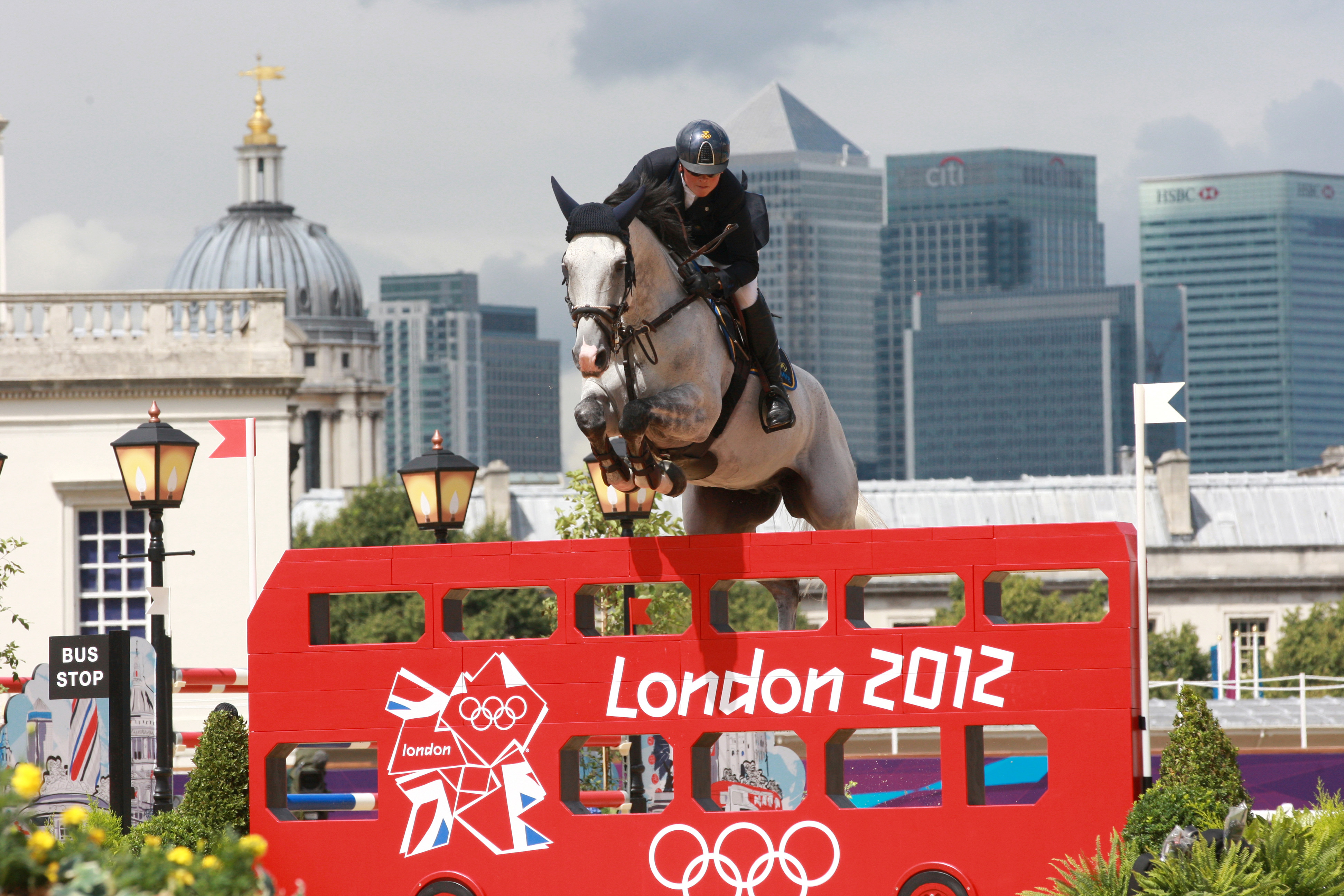
La suédoise Lisen Bratt Fredricson sur Matrix franchissant l'obstacle du bus londonien.

La compétition individuelle est remportée par Charlotte Dujardin qui obtient l'excellent score de 90.089 %. Après seulement dix-huit mois de participation au niveau international, elle devient la quatrième femme britannique à remporter la double médaille d'or lors d'une compétition olympique. Elle devance la néerlandaise Adelinde Cornelissen qui obtient 88.196 % et sa compatriote Laura Bechtolsheimer avec 84.339 %.

#### Par équipe
La très belle performance des cavaliers britanniques en dressage lors des Jeux crée la surprise. L'équipe composée de Charlotte Dujardin et Valegro, Carl Hester et Uthopia, Laura Bechtolsheimer et Mistral Hojris, obtient le score de 79,979 %, devant l'Allemagne avec 78,216 % et les Pays-Bas avec 77,124 %. Le score de l'équipe britannique est particulièrement liée à la très bonne performance de Charlotte Dujardin qui totalise 83,286 % sur l'épreuve, Carl Hester cumulant quant à lui 80.571 % et Laura Bechtolsheimer 77,794 %.

### Saut d’obstacles
En saut d'obstacles, le chef de piste Bob Ellis a élaboré des parcours croissant en technicité au fur et à mesure de l'avancée des épreuves. La hauteur, la forme des obstacles, les courbes, les distances et les enchainements ont été des éléments décisifs dans l'élaboration du classement. Pour la première épreuve qualificative, le parcours est composé de douze obstacles nécessitant quinze efforts à réaliser dans un temps alloué de 82 secondes à une vitesse de 375 mètres par minute. La hauteur moyenne des obstacles se situe autour d'1,50 m. La deuxième épreuve qualificative se joue sur un parcours de 550 mètres à réaliser dans un temps de 88 secondes et composé de treize obstacles nécessitant quinze efforts. La troisième épreuve qualificative se déroule sur un parcours de 390 mètres à réaliser en 88 secondes. Treize obstacles sont à franchir nécessitant seize sauts. La finale se joue en deux manches. La manche A est un parcours composé de douze obstacles demandant quinze sauts à réaliser en 84 secondes et la manche B est un parcours de 380 mètres à réaliser en 80 secondes composé de 10 obstacles demandant treize sauts. La hauteur des obstacles est en moyenne d'1,52 m pour les oxers et d'1,60 m pour les droits.

#### Individuel
La compétition individuelle est remportée par le suisse Steve Guerdat, seul cavalier à avoir réalisé un double sans faute lors de la finale. La médaille d'argent a en revanche fait l'objet d'un barrage puisque le néerlandais Gerco Schroder et l'irlandais Cian O'Connor ont tous les deux totalisés un point à l'issue des deux manches. Lors de ce barrage, c'est le néerlandais qui s'impose avec un parcours sans faute, alors que l'irlandais fait tomber une barre,.

#### Par équipe
Huit équipes se sont qualifiées pour la finale à l'issue des phases éliminatoires : la Grande-Bretagne, les Pays-Bas, la Suède, la Suisse, le Canada, le Brésil, les États-Unis et l’Arabie Saoudite. La Grande-Bretagne et les Pays-Bas sont annoncés favoris. Les deux pays se retrouvent en effet au barrage, à l'issue des deux manches, chaque équipe ayant totalisé quatre points de pénalité. C'est finalement la Grande-Bretagne qui s'impose après une longue absence des podiums dans la discipline, puisque sa dernière médaille olympique remonte aux Jeux de Los Angeles en 1984 et que son dernier titre olympique dans la discipline remonte quant à lui aux Jeux d'Helsinki en 1952. Elle remporte la médaille d'or devant les Pays-Bas qui repartent avec l'argent, l'équipe ayant réalisé plus de faute et été moins rapide que son adversaire lors du barrage. La médaille de bronze revient à l'Arabie Saoudite, ce qui permet au pays de repartir avec sa première médaille équestre olympique par équipe.

## Résultats

### Podiums
| Dressage                        |                                                                                              |                                                                                                   | |
| Individuel résultats détaillés  | Charlotte Dujardin et Valegro 90,089 pts Grande-Bretagne                                     | Adelinde Cornelissen et Parzival 88,196 pts Pays-Bas                                              | Laura Bechtolsheimer et Mistral Hojris 84,339 pts Grande-Bretagne                                                |
| Par équipes résultats détaillés | Grande-Bretagne - 79,979 pts Laura Bechtolsheimer Charlotte Dujardin Carl Hester             | Allemagne - 78,216 pts Helen Langehanenberg Dorothee Schneider Kristina Sprehe                    | Pays-Bas - 77,124 pts Adelinde Cornelissen Edward Gal Anky van Grunsven                                          |
| Saut d'obstacles                |                                                                                              |                                                                                                   | |
| Individuel résultats détaillés  | Steve Guerdat et Nino des Buissonnets 0 pt Suisse                                            | Gerco Schröder et Eurocommerce London 1 pt (avec barrage) Pays-Bas                                | Cian O'Connor et Blue Loyd 12 5 pts (avec barrage) Irlande                                                       |
| Par équipes résultats détaillés | Grande-Bretagne - 8 pts (avec barrage) Nick Skelton Ben Maher Scott Brash Peter Charles      | Pays-Bas - 8 pts (avec barrage) Gerco Schröder Marc Houtzager Jur Vrieling Maikel van der Vleuten | Arabie saoudite - 14 pts H.R.H. Prince Abdullah Al Saud Kamal Bahamdan Ramzy Al Duhami Abdullah Waleed Sharbatly |
| Concours complet                |                                                                                              |                                                                                                   | |
| Individuel résultats détaillés  | Michael Jung et Sam 40,60 pts Allemagne                                                      | Sara Algotsson Ostholt et Wega 43,30 pts Suède                                                    | Sandra Auffarth et Opgun Louvo 44,80 pts Allemagne                                                               |
| Par équipes résultats détaillés | Allemagne - 133,70 pts Peter Thomsen Dirk Schrade Ingrid Klimke Sandra Auffarth Michael Jung | Grande-Bretagne - 138,20 pts Nicola Wilson Mary King Zara Phillips Kristina Cook William Fox-Pitt | Nouvelle-Zélande - 144,40 pts Jonelle Richards Jonathan Paget Caroline Powell Andrew Nicholson Mark Todd         |

### Tableau des médailles
La Grande-Bretagne remporte le plus grand nombre de médailles lors de ces compétitions équestres avec cinq médailles dont trois en or. L'Allemagne réalise aussi une très bonne performance avec quatre médailles dont deux en or. La Suisse remporte quant à elle une seule médaille, mais en or. La performance des Pays-Bas est également notable avec quatre médailles remportées, trois en argent et une en bronze.
| Rang  | Nation           | Or | Argent | Bronze | Total |
| ----- | ---------------- | -- | ------ | ------ | ----- |
| 1     | Grande-Bretagne  | 3  | 1      | 1      | 5     |
| 2     | Allemagne        | 2  | 1      | 1      | 4     |
| 3     | Suisse           | 1  | 0      | 0      | 1     |
| 4     | Pays-Bas         | 0  | 3      | 1      | 4     |
| 5     | Suède            | 0  | 1      | 0      | 1     |
| 6     | Irlande          | 0  | 0      | 1      | 1     |
| 6     | Arabie saoudite  | 0  | 0      | 1      | 1     |
| 6     | Nouvelle-Zélande | 0  | 0      | 1      | 1     |
| Total | Total            | 6  | 6      | 6      | 18    |